# Жогу Бониту
Жогу Бониту (порт.-браз. Jogo bonito; «Прекрасная игра» или «Красивая игра»), иногда Жого Бонито — бразильский футбольный термин, означающий стиль игры, основанный на красоте выполнения футбольных приёмов, дриблинга, ударов, пасов.

## История

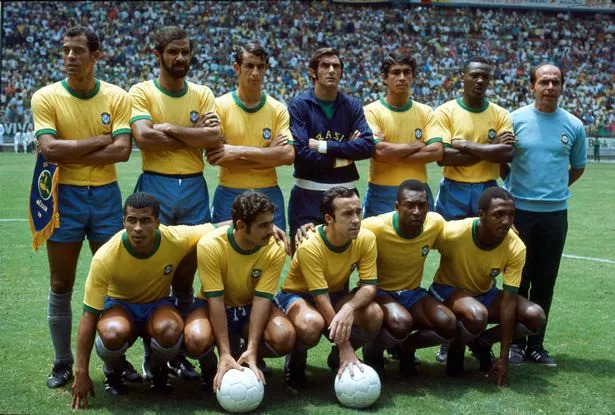
Сборная Бразилии на чемпионате мира 1970 года

Фраза «Жогу Бониту» появилась 29 апреля 1955 года, когда в журнале Gazeta Esportiva Жозе Брижидо написал: «Футбол — прекрасная игра»! Журналист Сержио Родригес считает, что термин появился в 1958 году благодаря лидеру той команды Диди, который сказал, что бразильский футбол является «Футбольным искусством», аналогом фразы «Красивая игра». На авторство термина претендует английский комментатор Стюарт Холл, сказавший его во время анализа одного из матчей клуба «Манчестер Сити» в том же 1958 году. Ранее термин был употреблён писателем Гербертом Бейтсом, который в статье «Мозги в ногах» (порт.-браз. Brains in the Feet) высказался, что «футбол — самая прекрасная игра в мире». Наибольшую известность термин получил после автобиографической книги Пеле, названной «Моя жизнь и прекрасная игра», изданной в 1977 году. Однако ещё ранее, до появления этого термина бразильский футбол позиционировался отличающимся от традиционного европейского. Социолог Жилберту Фрейре написал после чемпионата мира 1938 года: «Наш стиль игры в футбол очень контрастирует с европейским. Наши передачи… наши трюки… связаны с танцем, с капоэйрой, и именно это отличает бразильский стиль футбола, подслащая игру, изобретенную англичанами».
Само определение «Жогу Бониту» первоначально означало любую игру в футбол, независимо от национальности, уровня мастерства или места проведения. Однако позже оно преобразовалось в описательный термин яркого стиля игры бразильских футболистов, выигравших чемпионат мира 1970. Та команда забила в 6 матчах 19 голов, каждый из которых, по мнению журналиста Тиатони Карреры был «произведением искусства». Позже он стал обозначать вообще всех технически одарённых бразильских игроков. Любопытно, что Диди, уже ставший тренером и работавший в аргентинском клубе «Ривер Плейт», часто говорил своим игрокам, чтобы те «сыграли в красивую игру». И фраза «Жого Бонито» вошла в аргентинский словарь футбольных терминов, опубликованный в 1971 году, и не привязанный к стране происхождения игроков. По мнению Жуана Паулу Медины, основателя Университета футбола, «Жогу Бониту» с тех пор стал являться отличительной чертой всего бразильского футбола. Он пояснял, что она основана на «уличном обучении» футболу, благодаря чему сущность вообще бразильской игры составляли такие понятия как, игривость, радость, воображение, творчество, развязность, хитрость и так далее.
Постепенно сама суть «Жогу Бониту» стала уходить из бразильского футбола на второй план. Мексиканский журналист Хуан Вильоро высказался ещё радикальнее. Он сказал: «бразильские игроки играют красиво только тогда, когда позируют для рекламы Nike». В 1994 году главный тренер сборной Бразилии Карлос Алберто Паррейра перед чемпионатом мира сказал, что теперь «мы будем играть так, как того требует современный футбол. В сегодняшнем футболе больше нет волшебства и мечты. Мы должны сочетать технику и эффективность». Бразильцы первенство выиграли, а их пресса констатировала: «Футбольное искусство закончилось, теперь властвует силовой футбол». Причиной этому Жуан Паулу Медина назвал мировую глобализацию спорта и его повальную коммерциализацию. В частности, лучшие бразильские футболисты с ранних лет стали уезжать в ведущие мировые чемпионаты, а на их место зачастую приезжали иностранные игроки, у которых был другой футбольный базис, отличный от бразильского. Ещё одним обстоятельством этого он считает инновационные футбольные методики подготовки команд, когда индивидуализм приносится в жертву коллективизму, что уменьшает долю философии «Жогу Бониту» в профессиональных клубах.